# Nazionale maschile di baseball della Germania
La nazionale maschile di baseball tedesca rappresenta la Germania nelle competizioni internazionali, come i campionati europei di baseball o il campionato mondiale di baseball organizzato dalla International Baseball Federation. Ha disputato cinque mondiali ma non ha mai ottenuto la qualificazione alle Olimpiadi né alla coppa intercontinentale, mentre in ambito continentale ai campionati europei vanta un argento e sette bronzi. Nel settembre 2012 ha disputato le qualificazioni per il World Baseball Classic 2013 senza però ottenere il passaggio alla fase finale del torneo.

## Piazzamenti

### Campionato mondiale di baseball
- 1972 : 16°
- 1973 : 11°
- 2007 : 14°
- 2009 : 17°
- 2011 : 15°

### World Baseball Classic
- 2006: non partecipante
- 2009: non partecipante
- 2013: non qualificata
- 2017: non qualificata

### Campionati europei di baseball
- 1954 : 4°
- 1955 :  3°
- 1956 : 5°
- 1957 :  2°
- 1958 :  3°
- 1960 : non qualificata
- 1962 : 5°
- 1964 : non qualificata
- 1965 :  3°
- 1967 :  3°

- 1969 : 4°
- 1971 :  3°
- 1973 : non qualificata
- 1975 :  3°
- 1977 : non qualificata
- 1979 : non qualificata
- 1981 : non qualificata
- 1983 : non qualificata
- 1985 : non qualificata
- 1987 : 7°

- 1989 : 8°
- 1991 : non qualificata
- 1993 : 7°
- 1995 : 6°
- 1997 : 10°
- 1999 : 10°
- 2001 : 7°
- 2003 : 12°
- 2005 : 4°
- 2007 : 4°

- 2010 :  3°
- 2012 : 4°
- 2014 : 5°
- 2016 : 4°
- 2019 : 6°
- 2021 : 9°
- 2023 : 4°